# Hymenophyllum opacum
Hymenophyllum opacum är en hinnbräkenväxtart som beskrevs av Edwin Bingham Copeland. Hymenophyllum opacum ingår i släktet Hymenophyllum och familjen Hymenophyllaceae. Inga underarter finns listade.